# Detlef Lohse
Detlef Lohse (Hamburgo, 15 de septiembre de 1965 ) es un físico alemán, profesor de Mecánica de fluidos de la Universidad de Twente.

## Biografía
Lohse se graduó en física en 1989 por la Universidad de Bonn; realizó el doctorado en 1992 en la Universidad de Marburgo. Con una estancia posdoctoral entre 1993 y 1995 en la Universidad de Chicago, es desde 1998 profesor de Mecánica de fluidos de la Universidad de Twente.
Desde 2005 es miembro de la Academia Real de los Artes y Ciencias de los Países Bajos, desde 2017 miembro de la Academia Nacional de Ingeniería de Estados Unidos y miembro de la American Physical Society.

## Reconocimientos
- Premio Spinoza 2005
- Premio Batchelor 2012
- Premio Dinámica de Fluidos 2017
- Premio Balzan 2018
- Medalla Max Planck 2019